# NGC 1023-groep
De NGC 1023-groep is een groep van sterrenstelsels (cluster) op ongeveer 20,3 miljoen lichtjaar afstand van de Aarde. De groep, bestaande uit 5 NGC-objecten en minstens 8 dwergsterrenstelsels, bevindt zich in de Canes Venatici (wolk) in de Virgosupercluster. Hij werd genoemd naar het helderste object, NGC 1023.

## Sterrenstelsels
| Naam     | Type      | Magnitude |
| -------- | --------- | --------- |
| NGC 1023 | SB(rs)0   | +10,65    |
| NGC 925  | SAB(s)d   | +10,96    |
| NGC 891  | SA(s)b    | +11,24    |
| NGC 1239 | SAB(rs)cd | +12,14    |
| NGC 1058 | SA(rs)c   | +12,26    |